# Aline Camboulives
Aline Camboulives (* 13. Juli 1973 in Valence) ist eine französische Berg- und Langstreckenläuferin. Sie war dreimal französische Meisterin im Marathonlauf (2011, 2012 und 2015). Im Jahr 2002 war sie als Rennradfahrerin Mitglied des französischen Teams.

## Werdegang
Aline Camboulives begann ihre sportliche Karriere als Rennradfahrerin. In dieser Sportart war sie in den Jahren von 1998 bis 2003 aktiv. Im Jahr 2002 nahm sie als Mitglied der französischen Mannschaft an der Tour de France feminin teil. Im selben Jahr gewann sie in dieser Sportart den Coupe de France für  Frauen. Am 19. Juni 2003, bei der vorletzten Etappe der Tour von Drôme, zog sie sich eine Fraktur des Oberschenkelknochens zu, was sie zu einer sechs Monate andauernden Pause zur Rehabilitation zwang. In dieser Zeit widmete sie sich ihrem Geschäft.
Nach ihrer Genesung gab sie den Radsport zu Gunsten des Laufsports auf, auch weil sich das besser mit ihrer beruflichen Laufbahn vereinbaren ließ. Sie nahm an Bergrennen und Halbmarathonläufen teil.
Seit 2006 nimmt Aline Camboulives an fast allen großen Bergmarathonläufen teil, wie z. B. dem Marathon von Zermatt. Ihre sportlichen Erfolge werden im folgenden Abschnitt angeführt:

## Sportliche Erfolge
- 2017 (44 y.o.) : FC half-marathon V1 (1.)
- 2016 (43 y.o.) : FC Ekiden : Ekiden 1.
- 2015 (42 y.o.) : FC half-marathon : Semi-Marath. 1.
- 2015 (42 y.o.) : FC Ekiden : Ekiden 1.
- 2015 (42 y.o.) : FC Marathon : Marathon 1.
- 2015 (42 y.o.) : FC Mountain running 1.
- 2014 (41 y.o.) : WC half-marathon : Semi-Marath. (Finale) 69. 1:17:46 h
- 2014 (41 y.o.) : FC Mountain running (1.  Ind) - Montagne V1 (1.  Ind)
- 2013 (40 y.o.) : FC half-marathon : Semi-Marath. TC 1.
- 2013 (40 y.o.) : FC Marathon : Marathon V1 (1.  Ind)
- 2013 (40 y.o.) : FC Mountain running V1 (1.  Ind)
- 2012 (39 y.o.) : FC Marathon : Marathon 1.
- 2012 (39 y.o.) : FC Mountain running: Montagne 1.
- 2011 (38 y.o.) : EC Marathon : Marathon TC 1.
- 2007 (34 y.o.) : EC Mountain running (Finalist) 14. 57:01 min

FC: Französische Meisterschaft, EC: Europameisterschaft, WC: Weltmeisterschaft

## Persönliche Bestleistungen
- 10.000-Meter-Lauf: 34:39,18 min, 13. November 2013 in Venissieux (Frankreich)
- Halbmarathon: 1:14:53 h, 27. April 2014 in Annecy (Frankreich)
- Marathon: 2:36:44 h, 27. April 2003 in Paris